# Ottavio Acquaviva d'Aragona (cardinale 1591)
Ottavio Acquaviva d'Aragona (Napoli, 1560 – Napoli, 5 dicembre 1612) è stato un cardinale e arcivescovo cattolico italiano.

## Biografia
Nacque a Napoli nel 1560 dal duca di Atri Giovan Girolamo e da Margherita Pio, figlia di  Alberto III Pio di Savoia; fratello del cardinale Giulio e del beato Rodolfo, che fu martirizzato nel 1583 nelle Indie orientali. Studiò diritto presso l'Università di Perugia, da cui venne licenziato nel 1582 con dottorato.
Studiò all'Università di Perugia "belle lettere" e greco e conseguì la laurea in utroque iure. Quindi si recò a Roma ed entrò in Curia, inizialmente come referendario del Supremo Tribunale della Segnatura Apostolica. Tra il 1590 e il 1591 fu maggiordomo di papa Gregorio XIV.
Papa Gregorio XIV lo elevò al rango di cardinale della Chiesa cattolica nel concistoro del 6 marzo 1591 e il 5 aprile dello stesso anno ricevette la diaconia di San Giorgio in Velabro. Il 15 marzo 1593 optò per l'ordine dei cardinali presbiteri e per il titolo di Santa Maria del Popolo. Dal 1593 al 1601 ebbe l'incarico di legato ad Avignone, ma dal 1597 tornò a risiedere a Roma. Il 22 aprile 1602 optò il titolo dei Santi Giovanni e Paolo e il 5 giugno 1605 per quello di Santa Prassede.
Il 31 agosto 1605 fu eletto arcivescovo di Napoli, dove si recò a fine novembre di quello stesso anno. Celebrò i sinodi diocesani del 1607, del 1611 e del 1612.
Partecipò a quattro conclavi: a quello del 1591 che elesse papa Innocenzo IX, a quello del 1592 che elesse papa Clemente VIII e ad entrambi i conclavi del 1605 che elessero papa Leone XI e papa Paolo V.
Morì a Napoli all'età di 52 anni e fu sepolto in Duomo.

## Genealogia episcopale e successione apostolica
La genealogia episcopale è:
- Cardinale Guillaume d'Estouteville, O.S.B.Clun.
- Papa Sisto IV
- Papa Giulio II
- Cardinale Raffaele Riario
- Papa Leone X
- Papa Paolo III
- Cardinale Francesco Pisani
- Cardinale Alfonso Gesualdo
- Papa Clemente VIII
- Cardinale Roberto Bellarmino, S.I.
- Cardinale Ottavio Acquaviva d'Aragona

La successione apostolica è:
- Vescovo Ambrogio Gozzeo, O.P. (1609)
- Vescovo Girolamo Palazzuoli (1610)
- Patriarca Agostino Gradenigo (1610)
- Patriarca Tomás Dávalos de Aragón (1611)

## Ascendenza
|                                                         |                                                |                                                     | Genitori                                         |  |  | Nonni |  |  | Bisnonni                                                |  |  | Trisnonni                                             |  |
|                                                         |                                                |                                                     |                                                  |  |  |       |  |  | Andrea Matteo III Acquaviva d'Aragona, VIII duca d'Atri |  |  | Giulio Antonio I Acquaviva d'Aragona, VII duca d'Atri |  |
|                                                         |                                                |                                                     |                                                  |  |  |       |  |  | Andrea Matteo III Acquaviva d'Aragona, VIII duca d'Atri |  |  | Giulio Antonio I Acquaviva d'Aragona, VII duca d'Atri |  |
|                                                         |                                                | Caterina Orsini del Balzo, contessa di Conversano   |                                                  |  |  |       |  |  | Andrea Matteo III Acquaviva d'Aragona, VIII duca d'Atri |  |  |                                                       |  |
| Giannantonio Donato Acquaviva d'Aragona, IX duca d'Atri |                                                |                                                     |                                                  |  |  |       |  |  | Andrea Matteo III Acquaviva d'Aragona, VIII duca d'Atri |  |  |                                                       |  |
|                                                         |                                                | Isabella Todeschini Piccolomini d'Aragona           | Antonio Todeschini Piccolomini, IV duca d'Amalfi |  |  |       |  |  |                                                         |  |  |                                                       |  |
|                                                         |                                                | Isabella Todeschini Piccolomini d'Aragona           | Antonio Todeschini Piccolomini, IV duca d'Amalfi |  |  |       |  |  |                                                         |  |  |                                                       |  |
|                                                         |                                                | Isabella Todeschini Piccolomini d'Aragona           | Maria d'Aragona                                  |  |  |       |  |  |                                                         |  |  |                                                       |  |
| Gian Girolamo I Acquaviva d'Aragona, X duca d'Atri      |                                                | Isabella Todeschini Piccolomini d'Aragona           |                                                  |  |  |       |  |  |                                                         |  |  |                                                       |  |
|                                                         |                                                | Giovanni Battista Spinelli, I duca di Castrovillari | Troiano Spinelli, I barone di Summonte           |  |  |       |  |  |                                                         |  |  |                                                       |  |
|                                                         |                                                | Giovanni Battista Spinelli, I duca di Castrovillari | Troiano Spinelli, I barone di Summonte           |  |  |       |  |  |                                                         |  |  |                                                       |  |
|                                                         |                                                | Giovanni Battista Spinelli, I duca di Castrovillari | Maria Caracciolo                                 |  |  |       |  |  |                                                         |  |  |                                                       |  |
| Isabella Spinelli                                       |                                                | Giovanni Battista Spinelli, I duca di Castrovillari |                                                  |  |  |       |  |  |                                                         |  |  |                                                       |  |
|                                                         |                                                | Livia Caracciolo                                    | Tristano Caracciolo, signore di Ponte Albaneto   |  |  |       |  |  |                                                         |  |  |                                                       |  |
|                                                         |                                                | Livia Caracciolo                                    | Tristano Caracciolo, signore di Ponte Albaneto   |  |  |       |  |  |                                                         |  |  |                                                       |  |
|                                                         |                                                | Livia Caracciolo                                    | Beatrice Piscicelli                              |  |  |       |  |  |                                                         |  |  |                                                       |  |
| Ottavio Acquaviva d'Aragona                             |                                                | Livia Caracciolo                                    |                                                  |  |  |       |  |  |                                                         |  |  |                                                       |  |
|                                                         | Lionello I Pio di Savoia, VII signore di Carpi | Alberto II Pio di Savoia, VI signore di Carpi       |                                                  |  |  |       |  |  |                                                         |  |  |                                                       |  |
|                                                         | Lionello I Pio di Savoia, VII signore di Carpi | Alberto II Pio di Savoia, VI signore di Carpi       |                                                  |  |  |       |  |  |                                                         |  |  |                                                       |  |
|                                                         | Lionello I Pio di Savoia, VII signore di Carpi | Agnese del Carretto                                 |                                                  |  |  |       |  |  |                                                         |  |  |                                                       |  |
| Alberto III Pio di Savoia, VIII signore di Carpi        | Lionello I Pio di Savoia, VII signore di Carpi |                                                     |                                                  |  |  |       |  |  |                                                         |  |  |                                                       |  |
|                                                         |                                                | Caterina Pico                                       | Gianfrancesco I Pico, conte di Concordia         |  |  |       |  |  |                                                         |  |  |                                                       |  |
|                                                         |                                                | Caterina Pico                                       | Gianfrancesco I Pico, conte di Concordia         |  |  |       |  |  |                                                         |  |  |                                                       |  |
|                                                         |                                                | Caterina Pico                                       | Giulia Boiardo                                   |  |  |       |  |  |                                                         |  |  |                                                       |  |
| Margherita Pio di Savoia                                |                                                | Caterina Pico                                       |                                                  |  |  |       |  |  |                                                         |  |  |                                                       |  |
|                                                         |                                                | Franciotto Orsini                                   | Orso Orsini, signore di Monterotondo             |  |  |       |  |  |                                                         |  |  |                                                       |  |
|                                                         |                                                | Franciotto Orsini                                   | Orso Orsini, signore di Monterotondo             |  |  |       |  |  |                                                         |  |  |                                                       |  |
|                                                         |                                                | Franciotto Orsini                                   | Constanza Savelli                                |  |  |       |  |  |                                                         |  |  |                                                       |  |
| Cecilia Orsini                                          |                                                | Franciotto Orsini                                   |                                                  |  |  |       |  |  |                                                         |  |  |                                                       |  |
|                                                         |                                                | Violante Orsini                                     | Pierfrancesco Orsini, signore di Bomarzo         |  |  |       |  |  |                                                         |  |  |                                                       |  |
|                                                         |                                                | Violante Orsini                                     | Pierfrancesco Orsini, signore di Bomarzo         |  |  |       |  |  |                                                         |  |  |                                                       |  |
|                                                         |                                                | Violante Orsini                                     | Giulia Beccaria                                  |  |  |       |  |  |                                                         |  |  |                                                       |  |
|                                                         |                                                | Violante Orsini                                     |                                                  |  |  |       |  |  |                                                         |  |  |                                                       |  |